# Geranylfarnesylpyrophosphorsäure
Geranylfarnesylpyrophosphorsäure ist eine chemische Verbindung aus der Gruppe der Terpene. Chemisch gesehen ist es ein Ester aus Geranylfarnesol (einem Alkohol mit fünf zusätzlichen C=C-Doppelbindungen) und der Diphosphorsäure.

## Geranylfarnesylpyrophosphat
Das Anion der Geranylfarnesylpyrophosphorsäure, Geranylfarnesylpyrophosphat, ist ein Baustein in der Terpenbiosynthese.